# Mendoncia steyermarkii
Mendoncia steyermarkii är en akantusväxtart som beskrevs av D.C. Wasshausen. Mendoncia steyermarkii ingår i släktet Mendoncia och familjen akantusväxter. Inga underarter finns listade i Catalogue of Life.